# 2696 Magion
2696 Magion este un asteroid din centura principală, descoperit pe 16 aprilie 1980 de Ladislav Brožek.